# Лоренцо Руїс
Лоренцо Руїс (тагальська: Lorenzo Ruiz ng Maynila; китайська: 李樂倫; іспанська: Lorenzo Ruiz de Manila; 28 листопада 1594 — 29 вересня 1637), також званий святий Лоренцо Манільський, — філіппінський святий, якого шанують у Католицькій Церкві. Китайський філіппінець, він став першомучеником своєї країни після того, як його стратили в Японії сьогунат Токугава під час переслідувань японських християн у 17 столітті.

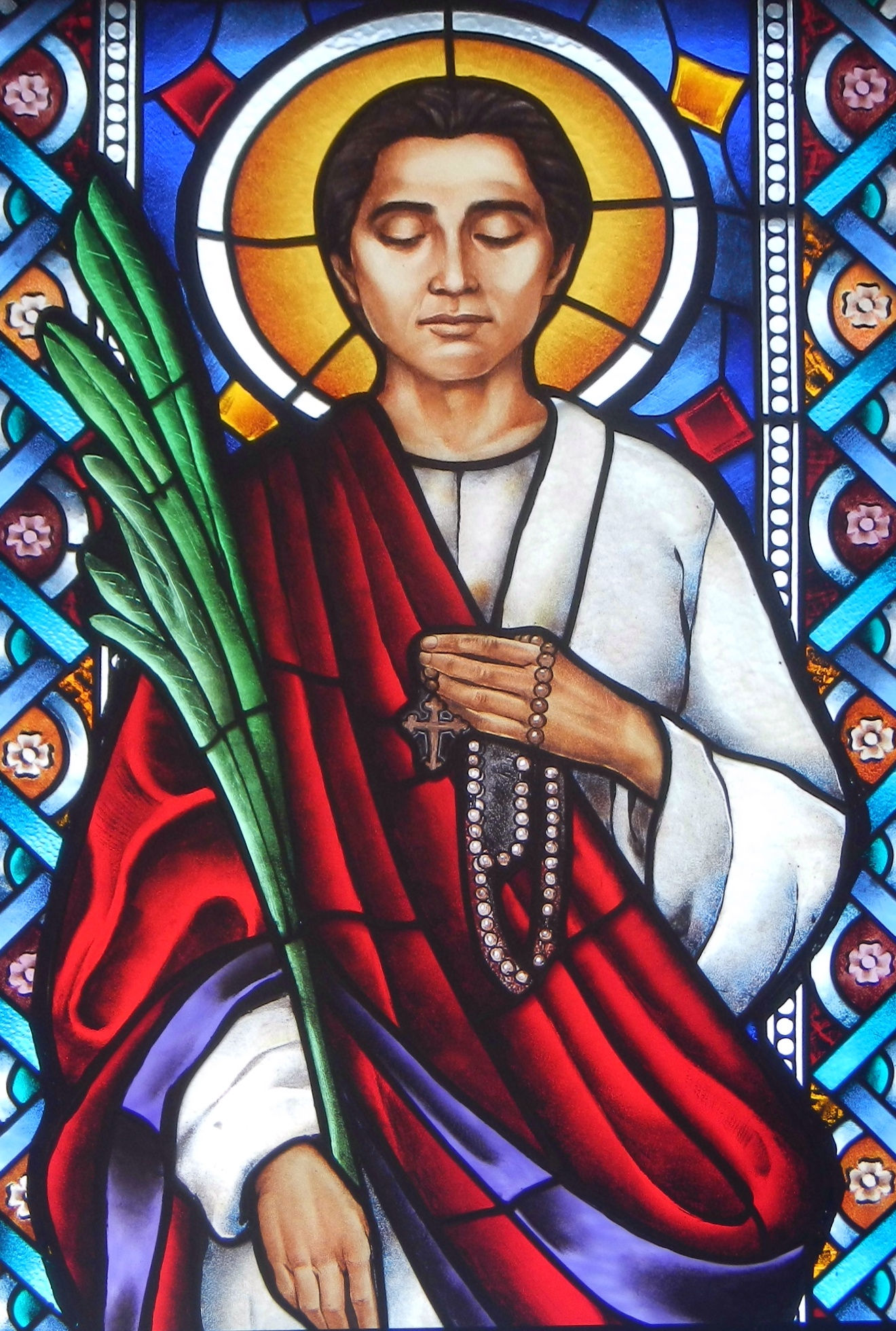
Лоренцо на вітражі в соборі Кубао

Лоренцо Руїс є покровителем Філіппін і філіппінського народу.

## Раннє життя
Лоренцо Руїс народився в Бінондо, Маніла, 28 листопада 1594 року в сім'ї батька-китайця та матері-філіппінки, які були католиками. Батько навчив його китайської, а мати — тагальської.
Лоренцо служив вівтарником у церкві Бінондо. Після кількох років навчання у домініканських братів, Лоренцо отримав звання escribano (писар) завдяки своїй майстерній майстерності. Він став членом Cofradía del Santísimo Rosario (Братства Найсвятішої Вервиці). Він одружився з корінною жителькою Росаріо, і у них народилося двоє синів і дочка. Сім'я Руїс жила загалом мирним, релігійним і задоволеним життям.
У 1636 році, працюючи клерком у церкві Бінондо, Лоренцо був фальшиво звинувачений у вбивстві іспанця. Лоренцо попросив притулку на борту корабля з трьома домініканськими священниками: Антоніо Гонсалесом, Гільєрмо Курте та Мігелем де Аозарасою; японський священник Вісенте Шивозука де ла Круз; і прокажений мирянин Ласаро з Кіото. Лоренцо та його супутники відпливли на Окінаву 10 червня 1636 року за допомогою отців-домініканців.

## Мученицька смерть
Сьогунат Токугава переслідував християн, оскільки вони побоювалися, що іспанці вторглися на Філіппіни через використання релігії до того часу, коли Лоренцо прибув до Японії. Місіонерів заарештували й кинули до в'язниці, а через два роки перевели до Нагасакі, щоб постати під тортурами. Група зазнала багатьох і різноманітних жорстоких методів тортур.
27 вересня 1637 року Лоренцо та його супутники були доставлені на пагорб Нішізака, де їх катували, підвішуючи вниз головою над ямою. Він помер через два дні, 29 вересня 1637 року, у віці 42 років. Ця форма тортур була відома як цуруші (釣殺し) японською або horca y hoya («шибениця та яма») іспанською. Метод, який нібито був надзвичайно болісним, зв'язав жертву; одна рука завжди залишалася вільною, щоб особа могла сигналізувати про своє бажання відмовитися, що призвело до її звільнення. Попри свої страждання, Лоренцо відмовився зректися християнства і помер від остаточної втрати крові та задухи. Його тіло кремували, а прах викинули в море.
Згідно з латинськими місіонерськими звітами, надісланими назад до Маніли, Лоренцо оголосив ці слова після своєї смерті:
Ego Catholicus sum et animo prompto paratoque pro Deo mortem obibo.
Si mille vitas haberem, cunctas ei offerrem.
(Я католик і всім серцем приймаю смерть за Бога;
Якби я мав тисячу життів, усе це я віддам Йому.)

## Вшанування пам'яті
У місті Маніла встановлено пам'ятник Лоренцо Руїсу.